# 왕재산경음악단
왕재산경음악단(旺載山輕音樂團)은 조선민주주의인민공화국의 음악가 단체이다. 1983년 7월 22일에 조선로동당 총비서 김정일의 지시로 설립되었다. 왕재산경음악단에 소속된 대표적인 가수들로는 렴청과 정명신, 그리고 김희옥 등이 있다.

## 가수
- 렴청(廉靑): 《정일봉의 우뢰소리》, 《신고산타령》, 《미래를 안고 살자》, 《장군님의 전선길》, 《평양소식》 등의 노래들을 불렀으며, 지금은 인민배우로 활동하고 있다.
- 김화숙(金花淑): 《조국의 품》으로 알려짐.
- 황숙경(黃淑京): 《사회주의는 우리거야》로 알려짐.
- 오정윤(吳情潤): 《단풍은 붉게 타네》, 민요《모란봉》으로 알려짐.

## 노래
왕재산경음악단에서 작곡한 노래 중에서 유명한 노래는 〈정일봉의 우뢰소리〉,〈너를 보며 생각하네〉, 〈해당화의 마음〉, 〈대홍단노래련곡〉, 〈사랑하자 나의 조국〉, 〈통일아리랑〉 등이 있는데, 대부분 전자악기와 전통악기로 연주한다. 노래 내용은 혁명을 소재로 하거나, 조선노동당의 정책을 지시하는 내용이다. 어떤 때는 보천보전자악단이 그대로 연주한 곡도 있는데, 예를 들면, 〈너를 보며 생각하네〉(이 노래는 2008년에 보천보전자악단에서 연주)와 〈다시 만납시다〉(1995년에 인민배우 렴청이 독창)가 있다.

### 대표곡
- 《장군님 축지법 쓰신다》
- 《정일봉의 우뢰소리》
- 《다시 만납시다》
- 《동무들아 군대로 가자》
- 《사회주의는 우리 거야》
- 《귀속말》
- 《3대자랑가》
- 《장군님의 군대가 되자》
- 《해당화의 마음》
- 《너를 보며 생각하네》
- 《대홍단노래련곡》
- 《사랑하자 나의 조국》
- 《통일아리랑》

## 같이 보기
- 조선민주주의인민공화국의 음악가 목록
- 대한민국의 음악가 목록
- 모란봉악단
- 보천보전자악단
- 은하수관현악단